# Pyrrhopoda castaneidorsis
Pyrrhopoda castaneidorsis är en skalbaggsart som beskrevs av Thierry Bourgoin 1918. Pyrrhopoda castaneidorsis ingår i släktet Pyrrhopoda och familjen Cetoniidae. Inga underarter finns listade i Catalogue of Life.